# Eleição municipal de Londrina em 1992
A eleição municipal de Londrina em 1992 ocorreu em 3 de outubro de 1992. O prefeito era Antonio Belinati, do PDT, que terminaria seu mandato em 3 de outubro de 1992. Luiz Eduardo Cheida, do PT, foi eleito prefeito de Londrina no segundo turno.
Passados quatro anos, o prefeito Antonio Belinati do PDT não poderia concorrer à reeleição. O grupo de oposição ao prefeito Belinati articulou-se para lançar o deputado federal e ex prefeito Wilson Moreira como candidato do PSDB, enquanto o vereador Luiz Eduardo Cheida se lançou candidato do PT tendo como candidato a vice Assad Jannani, irmão de José Janene no PDT. Outros três candidatos foram registrados o ex-deputado federal Oswaldo Macedo (PMDB), Mario Stamm JÚNIOR (PFL) e Dalcy Mendes (PL). Realizado o segundo turno entre Moreira e Cheida, tanto o prefeito Antonio Belinati como o governador Roberto Requião do PMDB oficializou seu apoio formal ao candidato do PT. Luiz Eduardo Cheida sagrou-se vitorioso no segundo turno contra o ex-prefeito Moreira do PSDB.

## Resultado da eleição para prefeito

### Primeiro turno
| Candidatos a prefeito  | Candidatos a vice prefeito | Coligação                                           | Votação | Percentual |
| ---------------------- | -------------------------- | --------------------------------------------------- | ------- | ---------- |
| Wilson Moreira PSDB    | Romeu Curi PST             | Londrina Forte (PSDB, PST, PTB, PDS, PSC, PDC, PMN) | 68.420  | 40,08%     |
| Luiz Eduardo Cheida PT | Assad Jannani PDT          | Londrina na Frente (PT, PDT)                        | 58.302  | 34,16%     |
| Osvaldo Macedo PMDB    | Ywao Miyamoto PMDB         | PMDB Chapa pura                                     | 21.163  | 12,4%      |
| Mário Stamm Júnior PFL | - PFL                      | PFL Chapa pura                                      | 20.849  | 12,21      |
| Dalcy Mendes Santos PL | Jorge Coimbra PL           | PL, PRN                                             | 1.956   | 1,15%      |
| Referências:           |                            |                                                     |         |            |

| Partido | Partido | Candidato           | Votos   | Votos (%) |
| ------- | ------- | ------------------- | ------- | --------- |
|         | PSDB    | Wilson Moreira      | 68 420  | 40,08%    |
|         | PT      | Luiz Eduardo Cheida | 58 302  | 34,16%    |
|         | PMDB    | Osvaldo Macedo      | 21 163  | 12,4%     |
|         | PFL     | Mário Stamm Júnior  | 20 849  | 12,21%    |
|         | PL      | Dalcy Mendes Santos | 1 956   | 1,15%     |
| Totais  | Totais  | Totais              | 170 690 |           |

### Segundo turno
| Candidatos a prefeito  | Número            | Coligação                                           | Votação | Percentual |
| ---------------------- | ----------------- | --------------------------------------------------- | ------- | ---------- |
| Luiz Eduardo Cheida PT | Assad Jannani PDT | Londrina na Frente (PT, PDT)                        | 95.301  | 51,85%     |
| Wilson Moreira PSDB    | Romeu Curi PST    | Londrina Forte (PSDB, PST, PTB, PDS, PSC, PDC, PMN) | 88.508  | 48,15%     |

| Partido | Partido | Candidato           | Votos   | Votos (%) |
| ------- | ------- | ------------------- | ------- | --------- |
|         | PT      | Luiz Eduardo Cheida | 95 301  | 51,85%    |
|         | PSDB    | Wilson Moreira      | 88 508  | 48,15%    |
| Totais  | Totais  | Totais              | 183 809 |           |